# Diecezja Chengannur
Diecezja Chengannur – diecezja Malankarskiego Kościoła Ortodoksyjnego z siedzibą w Chengannur w stanie Kerala w Indiach. W jej skład wchodzi 51 kościołów i 10 kaplic. Posługę kapłańską pełni w niej 55 księży.
Została erygowana 10 marca 1985 poprzez wydzielenie części obszarów z diecezji Thumpamon, Niranam i Kollam.

## Biskupi
- Thomas Mar Athanasios (od 1985 do 2018)